# Macairea lanata
Macairea lanata är en tvåhjärtbladig växtart som beskrevs av Henry Allan Gleason. Macairea lanata ingår i släktet Macairea och familjen Melastomataceae. Inga underarter finns listade i Catalogue of Life.